# Rücker (Entwicklungsdienstleister)
Die Rücker Aktiengesellschaft mit Sitz in Wiesbaden war ein  Entwicklungsdienstleistungsunternehmen für die internationale Automobil- und Luftfahrtindustrie. Es wurden virtuelle Ingenieurdienstleistungen in den Bereichen Karosserie, Innenausstattung und Elektrik/Elektronik für die Automobilindustrie erbracht. Ferner wurden für den Luftfahrtsektor Flugzeugkabinen entwickelt, Modelle und Prototypen erstellt und Konstruktion von Rumpf- und Flügelstrukturen berechnet.
2012 erwarb das Beteiligungsunternehmen Aton GmbH die Beherrschung der Rücker-Gruppe durch Kauf, nahm 2013 die Verschmelzung der Rücker AG und 2014 der Rücker GmbH auf das Ingenieurdienstleistungsunternehmen Edag vor.

## Geschichte
Nach einer Ausbildung zum technischen Zeichner studierte Wolfgang Rücker Konstruktionstechnik, machte sich 1970 in Troisdorf selbstständig, gründete 1975 die Rücker GmbH und Niederlassungen an den jeweiligen Standorten der Kunden aus der Automobilindustrie.
Mit der Durchführung von Tests und Simulationen im Automobilbereich begann die Rücker GmbH 1988 sich auf Dienstleistungen in der Hochtechnologie zu spezialisieren. 1989 wurde das Unternehmen um die Geschäftsfelder Styling, Luftfahrt und Umweltsimulation erweitert. Parallel dazu erfolgte die Gründung von Tochtergesellschaften im Ausland. 1990 wurde Wiesbaden zum Hauptsitz. Mit der Gründung der Rücker AG als Holding im Dezember 1998 wurden alle Unternehmensgesellschaften in die neue AG eingegliedert.
Im Juli 2012 gab die Beteiligungsgesellschaft Aton GmbH die Übernahme von 58,86 % der Aktien vom Unternehmensgründer, Vorstandsvorsitzenden und bisherigem Mehrheitsgesellschafter Wolfgang Rücker bekannt und kündigte ein freiwilliges öffentliches Übernahmeangebot für die Rücker AG an. Aton erlangte die Beherrschung der Rücker-Gruppe durch diesen Kauf mit Wirkung vom 1. Oktober 2012.
Die Rücker AG beschäftigte 2012 fast 2600 Mitarbeiter in 18 Ländern und erwirtschaftete einen Umsatz von 189,4 Millionen Euro.

Logo der Rücker GmbH (2013/2014)

Im Mai 2013 hielt das Beteiligungsunternehmen Aton bereits mehr als 90 Prozent der Rücker-Aktien. Durch Verschmelzungsvertrag vom 28. Juni 2013 wurde die Übertragung des Vermögens der Rücker AG mittels verschmelzungsrechtlichem Squeeze-out auf die Aton Engineering AG vereinbart. Nach Wirksamwerden des Übertragungsbeschlusses und der Verschmelzung durch Eintragung ins Handelsregister per 29. Oktober 2013, wurde die Rücker AG per 31. Oktober 2013 gelöscht. Die Verwaltung in Wiesbaden wurde zuvor auf die Rücker GmbH übertragen. Die Rücker GmbH wurde mit Handelsregistereintragung vom 22. Juli 2014 rückwirkend zum 1. Januar 2014 auf die Edag Engineering AG, bis Dezember 2013 Aton Engineering AG, verschmolzen und schließlich gelöscht.
Die Edag Engineering AG berief Wolfgang Rücker in den Aufsichtsrat. Der vormalige CFO der Rücker AG, Jürgen Vogt, übernahm diese Position auch bei Edag Engineering. Harald Poeschke, zuvor Mitglied des Rücker-Aufsichtsrates, wurde COO von Edag Engineering.